# Сага о Союзниках
«Сага о Союзниках» (исл. Bandamanna saga) — одна из «саг об исландцах», относящаяся к циклу саг северной четверти. Была записана, по разным гипотезам, в промежутке между 1180 и 1340 годами.

## Сюжет
Действие саги происходит в середине 1050-х годов. Между хёвдингом с севера Оддом и Оспаком, племянником Греттира, начинается распря; Оспак убивает одного из домочадцев Одда, судьи на альтинге отклоняют иск последнего из-за процессуальных нарушений, и тогда тяжбу начинает вести отец Одда Офейг. Он даёт судьям взятку, и те объявляют Оспака вне закона.
Против Одда объединяются восемь хёвдингов, ставших заглавными героями саги. Они ставят себе цель добиться осуждения Одда и поделить его имущество. В числе Союзников сага называет Хермунда с Крутояра (брата Гуннлауга Змеиный Язык), Железного Скегги, Геллира сына Торкеля, Эгиля сын Скули (правнук Эгиля сына Лысого Грима, Бьярни Бородача (внука Шип-Хельги). Эти хёвдинги подают иск против Одда, обвинив его в даче взятки. Офейг подкупает двух Союзников, Эгиля и Геллира, и добивается того, чтобы им доверили определить размер виры. Те назначают смехотворно маленький штраф. Вскоре Одд женится на дочери Геллира, а один из его врагов Хермунд скоропостижно умирает.
Основные события саги происходят на альтинге с участием персонажей из разных частей страны, поэтому непонятно, опирается ли текст на какие-либо местные предания. Время действия — эпоха после «века саг». Рассказчик выставляет всех героев в крайне неприглядном свете: это предельно циничные и алчные люди, думающие не о чести, а только о наживе. В ряде эпизодов автор открыто издевается над представлениями о законе и справедливости, нашедшими своё изображение в большинстве «саг об исландцах».

## История текста
Существуют две редакции саги, сохранившиеся в составе компиляций — «Подмаренничной Книги» (примерно 1340 год) и «Конунговой Книги» (середина XV века). Согласно одному из мнений, существующих в науке, эти редакции были созданы параллельно на основе разных вариантов устной традиции. Согласно другой гипотезе, никакой устной традиции не было, и сага была написана с нуля знатоком жанра и книжной культуры.
Мнения о дате написания тоже расходятся. Сторонники большей близости к протографу текста из «Конунговой Книги» предполагают, что сага могла быть записана рано: примерно в 1180 году (Гвюдбранд Вигфуссон), примерно в 1200 году (Финнур Йоунссон), в первой половине XIII века (Бьёрн М. Ульсен), до 1262 года (Гвюдни Йоунссон), в 1230—1280 годах (Андреас Хойслер). Сторонники большей близости к протографу текста из «Подмаренничной Книги» считают, что сагу составили в конце XIII — начале XIV веков (до 1340 года).

## Издание на русском языке
- Сага о Союзниках. Перевод А. В. Циммерлинга // Исландские саги. Т. 2. М.: Языки славянской культуры, 2004. С. 212—244.